# Jean Devoissoux
Jean Devoissoux, né le 6 avril 1889 dans le 14e arrondissement de Paris et décédé en janvier 1945 est un coureur cycliste français.

## Palmarès
- 1906
  - 2e du championnat de France de cyclo-cross
- 1907
  - 2e du Grand Prix de Paris amateur
  - Champion du monde de vitesse amateurs